# Lucemburský cestovní pas

Lucemburský cestovní pas (lucembursky lëtzebuergische Pass, německy luxemburgischer Reisepass, francouzsky passeport luxembourgeois) je mezinárodní cestovní doklad vydávaný občanům Lucemburského velkovévodství; slouží také jako důkaz lucemburského občanství. Kromě toho, že umožňuje držiteli cestovat do zahraničí a slouží jako označení lucemburského občanství, pas usnadňuje proces zajištění pomoci od lucemburských konzulárních úředníků v zahraničí nebo od jiných členských států Evropské unie v případě nepřítomnosti lucemburského konzulárního úřadu, je-li to potřeba.
Podle Henley Passport Index 2022 mohou občané Lucemburska navštívit 189 zemí bez víza nebo s vízem uděleným při příjezdu. Kromě toho také Světová organizace cestovního ruchu zveřejnila dne 15. ledna 2016 zprávu, ve které řadí lucemburský pas na 1. místo na světě (sdíleně s britskými, dánskými, finskými, německými, italskými a singapurskými pasy) z hlediska cestovní svobody. Občané Lucemburska mohou žít a pracovat v kterémkoli členském státě EU, na Islandu, v Lichtenštejnsku, Norsku a Švýcarsku v důsledku práva na svobodu pohybu zaručeného v článku 21 Smlouvy o EU. 
Cestovní pas spolu s občanským průkazem umožňuje svobodu pohybu v kterémkoli ze států Evropského hospodářského prostoru a ve Švýcarsku .
Lucemburské biometrické pasy jsou platné pět let pro nositele ve věku od čtyř let a platné dva roky pro děti mladší čtyř let.

## Vízová povinnost

Lucembursko
Svoboda pohybu
Vízum není požadováno
Víza udělována při příjezdu
eVisa
Vízum dostupné při příjezdu i online
Vízum požadované před příjezdem